# Prommin Lertsuridej
Prommin Lertsuridej (5  de noviembre de 1954) es un político tailandés, que fue Secretario General de la Oficina del primer ministro, vice primer ministro de Asuntos Económicos y ministro de Energía, junto a Thaksin Shinawatra.
Después del golpe de Estado de 2006, fue detenido por la Junta Militar y liberado pocos días después, el 1 de octubre, con la aprobación de la Constitución provisional y el nombramiento del general Chulanont como primer ministro interino.
Durante su etapa de estudiante de Medicina en la Universidad de Mahidol fue uno de los líderes del movimiento estudiantil en favor de la democracia y contra el régimen militar de 1974. Su actividad contra la dictadura continuó hasta la masacre del 6 de octubre de 1976, cuando los militares se enfrentaron a los estudiantes en la Universidad de Thammasat. Se unió al Partido Comunista de Tailandia y, tras cuatro años de lucha, abandonó las armas y se acogió a la amnistía dictada por el gobierno.
De regreso a Bangkok finalizó sus estudios de medicina y fue director de un hospital en Khon Kaen. Realizó un curso de administración de empresas en Canadá, Universidad de Carleton, regresando a otro hospital de Khon Kaen de nuevo como director. De 1991 a 1993 trabajó como jefe de Planificación Familiar en el Ministerio de Salud.
En 1993 comenzó su actividad empresarial en la televisión por cable IBC, donde conoció a Thaksin Shinawatra. En 1995 fue nombrado director general de IBC, trabajando posteriormente en varias empresas del sector vinculadas todas ellas a Shin Corporation.
La victoria electoral de Thaksin en 2001 le llevó al puesto de secretario general de la oficina del primer ministro. De octubre de 2002 a febrero de 2003 fue vice primer ministro y ministro de Asuntos Económicos. Su control de los asuntos económicos en todas las áreas del Gobierno y las vinculaciones con Thaksin, acusado de corrupción, le hicieron ser objeto de innumerables críticas por la oposición y fue una de las causas argumentadas por los militares para su detención en el golpe de Estado del 19 de septiembre de 2006.